# Rudolph von Neitschütz
Rudolph von Neitschütz (* 1627; † 1703) war ein kurfürstlich-sächsischer Generalleutnant. Er war Chef der Leibtrabantengarde zu Fuß und seit 1696 Herr auf Gaußig.

## Leben und Werk
Er stammte aus der Adelsfamilie von Neitschütz. Seine Eltern waren Christoph von Neitschütz und dessen Ehefrau Johanna Dorothea von Wahren.
Er trat in den Dienst der Kurfürsten von Sachsen. Er diente als Major und ab 1673 als Oberst der kurprinzlichen Leibgarde zu Pferde, bevor er 1686 zum Generalleutnant befördert wurde.
Bekannt wurde er durch das unstandesgemäße Liebesverhältnis seiner Tochter Magdalena Sibylla von Neitschütz mit dem Kurfürsten Johann Georg IV. von Sachsen. Seine Ehefrau Ursula Margarethe von Neitschütz („die Generalin“, 1650–1713), Schwester des Oberhofmarschalls Friedrich Adolph von Haugwitz (1637–1705), wurde im Zuge eines Hexenprozesses nach dem Tod der Tochter gefoltert und nach ihrer Haft bis November 1699 auf der Festung Königstein wegen unrechtmäßiger Bereicherung verbannt.
Sein Sohn war der Generalmajor Rudolf Heinrich von Neidschütz und ferner:
- Christoph Adolph († 1. August 1732), Kammerherr, Oberpostmeister ⚭ 1693 N.N. von Miltitz
- Anna Catharina ⚭ 1693 (Scheidung 1711) Wolf Dietrich von Beichlingen (1665–1725), Großkanzler
- Friederike